# Xois
Xois (Oudgrieks Ξόις) is de klassieke naam voor een eiland-stad die in de Nomos Chaset van Neder-Egypte lag. De Oudegyptische naam voor de stad was Chasoe en het dorp dat de huidige locatie van Xois inneemt heet Sakha. De stad was in de oudheid voornamelijk bekend omdat Manetho schreef dat de turbulente 14e dynastie bestuurd werd vanuit deze stad, waarbij hij aangaf dat er 76 heersers waren, waarvan er 72 voorkomen op de Turijnse koningslijst. Een andere historische episode is de invasie van de Zeevolkeren tijden de 20e dynastie, waardoor farao Ramses III de stad liet versterken en hij de invasie tegenhield. De stad zelf bleef een cultusplaats tot de introductie van het christendom.